# 1761

## أحداث
- تأسيس مدينة حيفا.
- 29 يونيو: تأسيس مدينة ساكابا وتقع حاليا في بوليفيا.
- اكتشاف الماء على جزيرة أبوظبي وبدئ الإقامة عليها.

## مواليد
- أوغوست فون كوتزيبو
- ذياب بن عيسى بن نهيان آل نهيان
- كاسبر ويستار

## وفيات

### مايو
- 16 مايو- عبد الله بن حسين السويدي، لغوي وكاتب عراقي.